# Бугальюш
Бугальюш (порт. Bugalhos)  —  район (фрегезия) в Португалии,  входит в округ Сантарен. Является составной частью муниципалитета  Алканена. По старому административному делению входил в провинцию Рибатежу. Входит в экономико-статистический  субрегион Медиу-Тежу, который входит в Центральный регион. Население составляет 1172 человека на 2001 год. Занимает площадь 16,39 км².